# Кулі (Акушинський район)
Кулі (рос. Кули) — село Акушинського району, Дагестану Росії. Входить до складу муніципального утворення Сільрада Балхарська.
Населення — 157 (2010).

## Населення
За даними перепису населення 2002 року в селі мешкало 165 осіб. У тому числі 68 (41,21 %) чоловіків та 97 (58,79 %) жінок.
Переважна більшість мешканців — лакці (99 % усіх мешканців). У селі переважає лакська мова.
У 1959 році в селі проживало 323 особи.